# Motomondiale 2010
L'edizione 2010 del Motomondiale è la 62ª dalla sua istituzione nel 1949; si è composto di 18 gran premi con l'aggiunta, rispetto all'anno precedente di una quarta prova disputata in territorio spagnolo, il Gran Premio motociclistico d'Aragona.

## Il contesto
È iniziato l'11 aprile con il Gran Premio del Qatar ed è terminata il 7 novembre con il Gran Premio della Comunità Valenciana.
Questa edizione è stata la prima della classe Moto2, che ha sostituito la classe 250, ed è stato un anno all'insegna dei piloti spagnoli con le vittorie di Marc Márquez nella classe 125, di Toni Elías nella Moto2 e di Jorge Lorenzo nella MotoGP.
Questa edizione del Motomondiale è ricordata anche per l'incidente che ha portato alla morte del pilota Shōya Tomizawa, durante la gara della Moto2 al Gran Premio di San Marino. Il diciannovenne giapponese, dopo essere caduto, venne travolto da Alex De Angelis e Scott Redding, riportando gravi lesioni a livello toracico, addominale e cranico. Morì poco dopo nell'ospedale di Riccione. Si trattò del primo incidente mortale dalla stagione 2003, anno in cui morì un altro pilota giapponese, Daijirō Katō, durante la gara inaugurale della MotoGP a Suzuka.
Il calendario provvisorio è stato annunciato il 10 novembre 2009, tenendo come circuito di riserva il Motorland Aragón, nel caso in cui non fosse stato possibile organizzare uno dei Gran Premi previsti. Sei giorni dopo, il calendario è stato aggiornato, posticipando di una settimana il Gran Premio della Repubblica Ceca.
Il 18 marzo 2010 il calendario ha subito un'ulteriore modifica, procedendo alla sostituzione del Gran Premio d'Ungheria al Balatonring (i cui lavori di costruzione non erano stati ancora ultimati), programmato per il 19 settembre, con il Gran Premio d'Aragona al Motorland Aragón, da tenersi nella stessa data.
Il 20 aprile 2010 è stato annunciato che, per via dell'eruzione del vulcano Eyjafjöll in Islanda, il Gran Premio del Giappone, che si sarebbe dovuto disputare il 25 aprile, sarebbe stato spostato al 3 ottobre a causa del blocco aereo che era stato imposto per via delle polveri generate dal vulcano stesso.

## Il calendario
| Data         | Gran Premio                                | Circuito             | Vincitore MotoGP | Vincitore Moto2 | Vincitore 125  | Resoconto |
| ------------ | ------------------------------------------ | -------------------- | ---------------- | --------------- | -------------- | --------- |
| 11 aprile    | GP del Qatar                               | Losail               | Valentino Rossi  | Shōya Tomizawa  | Nicolás Terol  | Resoconto |
| 2 maggio     | GP di Spagna                               | Jerez de la Frontera | Jorge Lorenzo    | Toni Elías      | Pol Espargaró  | Resoconto |
| 23 maggio    | GP di Francia                              | Le Mans (Bugatti)    | Jorge Lorenzo    | Toni Elías      | Pol Espargaró  | Resoconto |
| 6 giugno     | GP d'Italia                                | Mugello              | Daniel Pedrosa   | Andrea Iannone  | Marc Márquez   | Resoconto |
| 20 giugno    | GP di Gran Bretagna                        | Silverstone          | Jorge Lorenzo    | Jules Cluzel    | Marc Márquez   | Resoconto |
| 26 giugno    | GP d'Olanda                                | Assen                | Jorge Lorenzo    | Andrea Iannone  | Marc Márquez   | Resoconto |
| 4 luglio     | GP di Catalogna                            | Barcellona           | Jorge Lorenzo    | Yūki Takahashi  | Marc Márquez   | Resoconto |
| 18 luglio    | GP di Germania                             | Sachsenring          | Daniel Pedrosa   | Toni Elías      | Marc Márquez   | Resoconto |
| 25 luglio    | GP degli USA                               | Laguna Seca          | Jorge Lorenzo    | No Moto2 e 125  | No Moto2 e 125 | Resoconto |
| 15 agosto    | GP della Repubblica Ceca                   | Brno                 | Jorge Lorenzo    | Toni Elías      | Nicolás Terol  | Resoconto |
| 29 agosto    | GP di Indianapolis                         | Indianapolis         | Daniel Pedrosa   | Toni Elías      | Nicolás Terol  | Resoconto |
| 5 settembre  | GP di San Marino e della Riviera di Rimini | Misano Adriatico     | Daniel Pedrosa   | Toni Elías      | Marc Márquez   | Resoconto |
| 19 settembre | GP d'Aragona                               | Motorland Aragón     | Casey Stoner     | Andrea Iannone  | Pol Espargaró  | Resoconto |
| 3 ottobre    | GP del Giappone                            | Motegi               | Casey Stoner     | Toni Elías      | Marc Márquez   | Resoconto |
| 10 ottobre   | GP della Malesia                           | Sepang               | Valentino Rossi  | Roberto Rolfo   | Marc Márquez   | Resoconto |
| 17 ottobre   | GP d'Australia                             | Phillip Island       | Casey Stoner     | Alex De Angelis | Marc Márquez   | Resoconto |
| 31 ottobre   | GP del Portogallo                          | Estoril              | Jorge Lorenzo    | Stefan Bradl    | Marc Márquez   | Resoconto |
| 7 novembre   | GP della Comunità Valenciana               | Valencia             | Jorge Lorenzo    | Karel Abraham   | Bradley Smith  | Resoconto |

## Sistema di punteggio e legenda
| Pos.  | 1  | 2  | 3  | 4  | 5  | 6  | 7 | 8 | 9 | 10 | 11 | 12 | 13 | 14 | 15 | 16 > |
| ----- | -- | -- | -- | -- | -- | -- | - | - | - | -- | -- | -- | -- | -- | -- | ---- |
| Punti | 25 | 20 | 16 | 13 | 11 | 10 | 9 | 8 | 7 | 6  | 5  | 4  | 3  | 2  | 1  | 0    |

## Le classi

### MotoGP
In MotoGP vige il regime di monogomma fornita dalla giapponese Bridgestone.

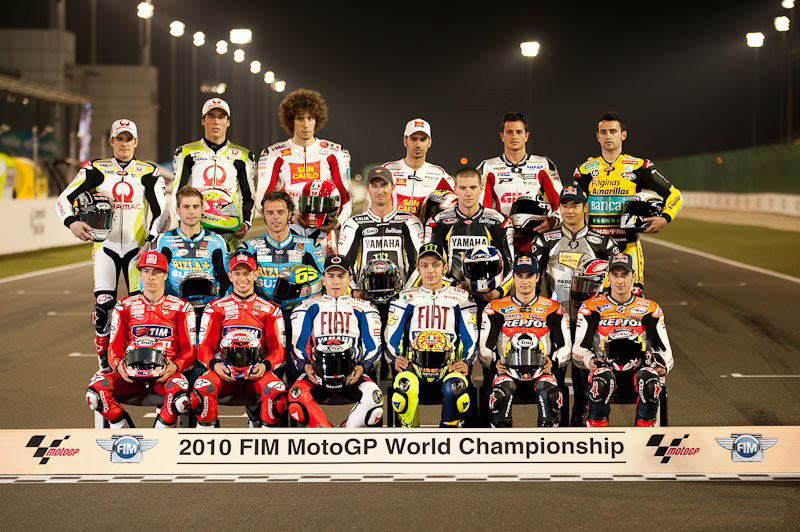
I piloti della MotoGP prima della prova inaugurale.

Rispetto all'anno precedente le maggiori novità nella composizione delle squadre consistono in Ben Spies, campione mondiale Superbike nel 2009, che è stato ingaggiato dal team Tech 3 al posto di James Toseland (a sua volta ritornato al Campionato mondiale Superbike); Álvaro Bautista che passa dal team Aspar in classe 250 alla Suzuki in Moto GP; Marco Melandri, che con il definitivo ritiro della Kawasaki, passa al team Gresini insieme a Marco Simoncelli (quest'ultimo proveniente dalla classe 250); Héctor Barberá che passa alla Moto GP insieme al nuovo team Ducati di Aspar Martínez; il campione della classe 250, Hiroshi Aoyama, che passa alla Moto GP con il nuovo team della Honda, il team Interwetten; Aleix Espargaró che sostituisce definitivamente Niccolò Canepa nel team Pramac.
Grazie anche alla regolarità che gli consentì di tagliare il traguardo in tutte le prove e mai in posizione oltre la quarta, il titolo piloti fu di Jorge Lorenzo su Yamaha YZR-M1 che se lo aggiudicò matematicamente al quartultimo gran premio della stagione e che precedette in classifica Daniel Pedrosa su Honda RC212V e Valentino Rossi nuovamente su Yamaha M1.
Per quanto riguarda la classifica dei costruttori, il titolo fu di Yamaha che precedette Honda e Ducati mentre per quanto riguarda la classifica a squadre, il titolo fu di Yamaha Racing che comprendeva Lorenzo e Rossi.
In nessuna occasione i piloti arrivati al termine furono più di 15 e non in tutti i gran premi vennero assegnati tutti i punti disponibili. In occasione del GP di Germania la gara venne interrotta a causa di un incidente e venne disputata una seconda manche; i piloti che non si presentarono al via della seconda parte di gara vengono considerati, a seconda delle fonti, ritirati o non partiti.

#### Classifica piloti (prime 5 posizioni)
| Pos. | Pilota           | Moto   |     |   |     |    |   |   |    |   |     |     |     |   |     |    |     |     |     |   | P.ti |
| ---- | ---------------- | ------ | --- | - | --- | -- | - | - | -- | - | --- | --- | --- | - | --- | -- | --- | --- | --- | - | ---- |
| 1    | Jorge Lorenzo    | Yamaha | 2   | 1 | 1   | 2  | 1 | 1 | 1  | 2 | 2   | 1   | 3   | 3 | 4   | 4  | 3   | 2   | 1   | 1 | 383  |
| 2    | Daniel Pedrosa   | Honda  | 7   | 2 | 5   | 1  | 8 | 2 | 2  | 1 | Rit | 2   | 1   | 2 | 3   | NP |     | NP  | 8   | 7 | 245  |
| 3    | Valentino Rossi  | Yamaha | 1   | 3 | 2   | NP |   |   |    | 3 | 1   | Rit | 2   | 1 | 1   | 3  | 1   | 3   | 2   | 3 | 233  |
| 4    | Casey Stoner     | Ducati | Rit | 5 | Rit | 4  | 5 | 3 | 3  | 4 | 3   | 3   | Rit | 5 | 2   | 1  | Rit | 1   | Rit | 2 | 225  |
| 5    | Andrea Dovizioso | Honda  | 3   | 6 | 3   | 3  | 2 | 5 | 14 | 5 | 4   | Rit | 5   | 4 | Rit | 2  | 2   | Rit | 3   | 5 | 206  |
| Pos. | Pilota           | Moto   |     |   |     |    |   |   |    |   |     |     |     |   |     |    |     |     |     |   | P.ti |

| Legenda                                                                        | 1º posto        | 2º posto        | 3º posto | A punti      | Senza punti        | Grassetto=Pole position Corsivo=Giro più veloce |
| Legenda                                                                        | Gara non valida | Non qualificato | Ritirato | Squalificato | "-" Dato non disp. | Grassetto=Pole position Corsivo=Giro più veloce |
| Fonte dei dati: motogp.com, racingmemo.free.fr, autosport.com, jumpingjack.nl. |                 |                 |          |              |                    |                                                 |

#### Classifica costruttori (prime tre posizioni)
| Pos. | Costruttore | Motocicletta |   |   |   |   |   |   |   |   |   |   |   |   |   |   |   |   |   |   | P.ti |
| ---- | ----------- | ------------ | - | - | - | - | - | - | - | - | - | - | - | - | - | - | - | - | - | - | ---- |
| 1    | Yamaha      | YZR-M1       | 1 | 1 | 1 | 2 | 1 | 1 | 1 | 2 | 1 | 1 | 2 | 2 | 4 | 3 | 1 | 2 | 1 | 1 | 404  |
| 2    | Honda       | RC212V       | 3 | 2 | 3 | 1 | 2 | 2 | 2 | 1 | 4 | 2 | 1 | 1 | 2 | 2 | 2 | 6 | 3 | 5 | 342  |
| 3    | Ducati      | Desmosedici  | 4 | 4 | 4 | 4 | 4 | 3 | 3 | 3 | 2 | 3 | 6 | 5 | 1 | 1 | 6 | 1 | 5 | 2 | 286  |

#### Classifica squadre (prime tre posizioni)
| Pos. | Squadra         | Piloti           |     |   |     |     |   |   |    |   |     |     |     |     |     |    |     |     |     |     | P.ti |
| ---- | --------------- | ---------------- | --- | - | --- | --- | - | - | -- | - | --- | --- | --- | --- | --- | -- | --- | --- | --- | --- | ---- |
| 1    | Fiat Yamaha     | Jorge Lorenzo    | 2   | 1 | 1   | 2   | 1 | 1 | 1  | 2 | 1   | 1   | 3   | 2   | 4   | 4  | 3   | 2   | 1   | 1   | 617  |
| 1    | Fiat Yamaha     | Valentino Rossi  | 1   | 3 | 2   | NP  |   |   |    | 4 | 3   | 5   | 4   | 3   | 6   | 3  | 1   | 3   | 2   | 3   | 617  |
| 1    | Fiat Yamaha     | Wataru Yoshikawa |     |   |     |     |   |   | 15 |   |     |     |     |     |     |    |     |     |     |     | 617  |
| 2    | Repsol Honda    | Daniel Pedrosa   | 7   | 2 | 5   | 1   | 8 | 2 | 2  | 1 | Rit | 2   | 1   | 1   | 2   | NP | NQ  | NP  | 8   | 7   | 451  |
| 2    | Repsol Honda    | Andrea Dovizioso | 3   | 6 | 3   | 3   | 2 | 5 | 14 | 5 | 4   | Rit | 5   | 4   | Rit | 2  | 2   | Rit | 3   | 5   | 451  |
| 3    | Ducati Marlboro | Casey Stoner     | Rit | 5 | Rit | 4   | 5 | 3 | 3  | 3 | 2   | 3   | Rit | 5   | 1   | 1  | Rit | 1   | Rit | 2   | 388  |
| 3    | Ducati Marlboro | Nicky Hayden     | 4   | 4 | 4   | Rit | 4 | 7 | 8  | 7 | 5   | 6   | 6   | Rit | 3   | 12 | 6   | 4   | 5   | Rit | 388  |
| Pos. | Squadra         | Piloti           |     |   |     |     |   |   |    |   |     |     |     |     |     |    |     |     |     |     | P.ti |

| Legenda                                                                        | 1º posto        | 2º posto        | 3º posto | A punti      | Senza punti        | Grassetto=Pole position Corsivo=Giro più veloce |
| Legenda                                                                        | Gara non valida | Non qualificato | Ritirato | Squalificato | "-" Dato non disp. | Grassetto=Pole position Corsivo=Giro più veloce |
| Fonte dei dati: motogp.com, racingmemo.free.fr, autosport.com, jumpingjack.nl. |                 |                 |          |              |                    |                                                 |

### Moto2

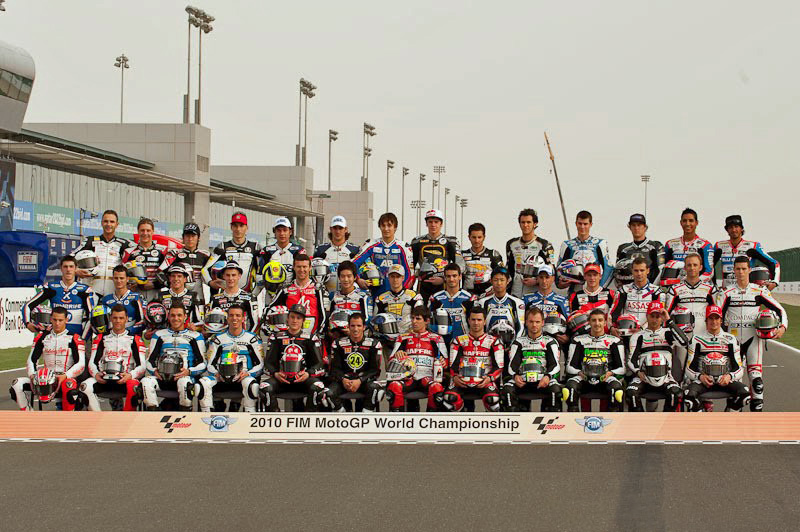
I piloti della Moto2 prima del GP inaugurale.

Anche in questa nuova classe vige il regime monogomma; in questo caso fornita dalla Dunlop. Come da regolamento della classe,  tutte le moto montano un propulsore fornito dalla Honda derivato dalla CBR600RR.
La stagione vide presentarsi in questa nuova classe, che andava a sostituire la classe 250 degli anni precedenti, molti fabbricanti di telai e il numero di piloti iscritti fu più numeroso di quello delle altre categorie; al via dei singoli gran premi si presentarono molto spesso più di 30 piloti.
Dopo 17 prove (la Moto2 non era presente nel GP degli Stati Uniti), si è aggiudicato il titolo piloti lo spagnolo Toni Elías in sella alla Moriwaki, che si aggiudicò anche sette delle prove previste e che precedette il connazionale Julián Simón e l'italiano Andrea Iannone (3 volte vincitore nei GP).
Per quanto riguarda il titolo costruttori si impose la svizzera Suter.

#### Classifica piloti (prime 5 posizioni)
| Pos. | Pilota         | Moto        |     |     |    |   |     |    |    |     |    |    |   |     |    |    |     |    |     |    | P.ti |
| ---- | -------------- | ----------- | --- | --- | -- | - | --- | -- | -- | --- | -- | -- | - | --- | -- | -- | --- | -- | --- | -- | ---- |
| 1    | Toni Elías     | Moriwaki    | 4   | 1   | 1  | 5 | 10  | 2  | 5  | 1   | NE | 1  | 1 | 1   | 4  | 1  | 4   | 7  | Rit | 30 | 271  |
| 2    | Julián Simón   | RSV e Suter | Rit | 8   | 2  | 9 | 3   | 6  | 3  | Rit | NE | 5  | 2 | 2   | 2  | 2  | 21  | 4  | 12  | 3  | 201  |
| 3    | Andrea Iannone | Speed Up    | 19  | Rit | 4  | 1 | 12  | 1  | 13 | 2   | NE | 3  | 4 | Rit | 1  | 13 | 3   | 3  | 21  | 2  | 199  |
| 4    | Thomas Lüthi   | Moriwaki    | 7   | 3   | 19 | 4 | 2   | 3  | 2  | Rit | NE | 11 | 7 | 3   | 10 | 8  | Rit | 11 | 16  | 4  | 156  |
| 5    | Simone Corsi   | MotoBi      | 8   | 5   | 3  | 3 | Rit | 12 | 6  | Rit | NE | 8  | 5 | 4   | 5  | 11 | 10  | 8  | 14  | 7  | 138  |
| Pos. | Pilota         | Moto        |     |     |    |   |     |    |    |     |    |    |   |     |    |    |     |    |     |    | P.ti |

| Legenda                                                                        | 1º posto        | 2º posto        | 3º posto | A punti      | Senza punti        | Grassetto=Pole position Corsivo=Giro più veloce |
| Legenda                                                                        | Gara non valida | Non qualificato | Ritirato | Squalificato | "-" Dato non disp. | Grassetto=Pole position Corsivo=Giro più veloce |
| Fonte dei dati: motogp.com, racingmemo.free.fr, autosport.com, jumpingjack.nl. |                 |                 |          |              |                    |                                                 |

#### Classifica costruttori (prime tre posizioni)
| Pos. | Costruttore | Motocicletta |   |   |   |   |    |   |    |   |    |   |   |   |   |    |   |   |    |   | P.ti |
| ---- | ----------- | ------------ | - | - | - | - | -- | - | -- | - | -- | - | - | - | - | -- | - | - | -- | - | ---- |
| 1    | Suter       | MMX          | 1 | 2 | 2 | 6 | 1  | 5 | 3  | 3 | NE | 4 | 2 | 2 | 2 | 2  | 1 | 2 | 1  | 3 | 322  |
| 2    | Moriwaki    | MD600        | 4 | 1 | 1 | 4 | 2  | 2 | 2  | 1 | NE | 1 | 1 | 1 | 4 | 1  | 4 | 7 | 16 | 4 | 309  |
| 3    | Speed Up    | S10          | 9 | 9 | 4 | 1 | 12 | 1 | 11 | 2 | NE | 3 | 4 | 7 | 1 | 13 | 3 | 3 | 8  | 2 | 232  |

### Classe 125

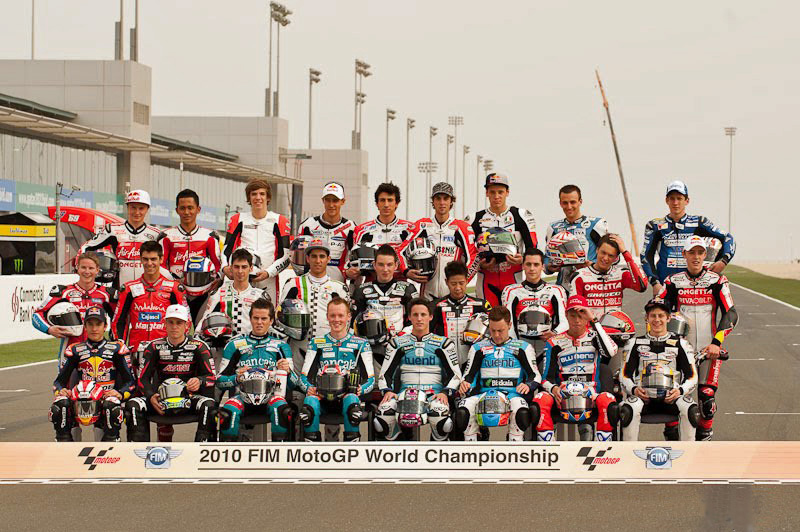
I piloti della 125 prima del GP inaugurale.

Anche in questa classe vige il regime monogomma; come nella Moto2 il fornitore è la Dunlop.
La classifica piloti dopo l'effettuazione di 17 prove (come nella Moto2, la 125 non era presente negli Stati Uniti) vide piloti spagnoli ai primi tre posti della classifica, Marc Márquez su Derbi precedette Nicolás Terol su Aprilia e Pol Espargaró su Derbi.
Per quanto riguarda i costruttori Derbi precedette Aprilia e Honda.
Il GP del Portogallo è stato interrotto ed è stata data una seconda partenza.

#### Classifica piloti (prime 5 posizioni)
| Pos. | Pilota        | Moto    |   |     |   |   |    |     |     |     |    |     |     |   |     |     |   |   |    |   | P.ti |
| ---- | ------------- | ------- | - | --- | - | - | -- | --- | --- | --- | -- | --- | --- | - | --- | --- | - | - | -- | - | ---- |
| 1    | Marc Márquez  | Derbi   | 3 | Rit | 3 | 1 | 1  | 1   | 1   | 1   | NE | 7   | 10  | 1 | Rit | 1   | 1 | 1 | 1  | 4 | 310  |
| 2    | Nicolás Terol | Aprilia | 1 | 2   | 2 | 2 | 4  | 2   | Rit | NP  | NE | 1   | 1   | 2 | 2   | 2   | 3 | 3 | 2  | 3 | 296  |
| 3    | Pol Espargaró | Derbi   | 4 | 1   | 1 | 3 | 2  | 3   | 3   | Rit | NE | 2   | 3   | 6 | 1   | 4   | 2 | 2 | 10 | 2 | 281  |
| 4    | Bradley Smith | Aprilia | 8 | 4   | 5 | 4 | 3  | 4   | 2   | 5   | NE | 6   | Rit | 4 | 3   | 3   | 5 | 5 | 3  | 1 | 223  |
| 5    | Efrén Vázquez | Derbi   | 2 | Rit | 4 | 5 | 11 | Rit | 5   | 8   | NE | Rit | 4   | 3 | 4   | Rit | 4 | 4 | 8  | 8 | 152  |
| Pos. | Pilota        | Moto    |   |     |   |   |    |     |     |     |    |     |     |   |     |     |   |   |    |   | P.ti |

| Legenda                                                                        | 1º posto        | 2º posto        | 3º posto | A punti      | Senza punti        | Grassetto=Pole position Corsivo=Giro più veloce |
| Legenda                                                                        | Gara non valida | Non qualificato | Ritirato | Squalificato | "-" Dato non disp. | Grassetto=Pole position Corsivo=Giro più veloce |
| Fonte dei dati: motogp.com, racingmemo.free.fr, autosport.com, jumpingjack.nl. |                 |                 |          |              |                    |                                                 |

#### Classifica costruttori (prime tre posizioni)
| Pos. | Costruttore | Motocicletta |    |    |    |    |    |    |    |    |    |    |     |    |    |    |    |    |     |    | P.ti |
| ---- | ----------- | ------------ | -- | -- | -- | -- | -- | -- | -- | -- | -- | -- | --- | -- | -- | -- | -- | -- | --- | -- | ---- |
| 1    | Derbi       | RSA 125      | 2  | 1  | 1  | 1  | 1  | 1  | 1  | 1  | NE | 2  | 2   | 1  | 1  | 1  | 1  | 1  | 1   | 2  | 405  |
| 2    | Aprilia     | RSA 125      | 1  | 2  | 2  | 2  | 3  | 2  | 2  | 2  | NE | 1  | 1   | 2  | 2  | 2  | 3  | 3  | 2   | 1  | 348  |
| 3    | Honda       | RS 125 R     | 16 | 12 | 18 | 13 | 17 | 18 | 14 | 14 | NE | 13 | Rit | 17 | 13 | 14 | 15 | 13 | Rit | 12 | 27   |